# Vrilletta fulvolineata
Vrilletta fulvolineata là một loài bọ cánh cứng thuộc họ Ptinidae.